# Sterzelbach
Der Sterzelbach ist ein knapp sechseinhalb Kilometer langer rechter und nordöstlicher Zufluss des Mains im unterfränkischen Landkreis Haßberge.

## Geographie

### Verlauf
Der Sterzelbach entspringt in der Prappacher Vorstufe des Südlichen Grabfelds auf einer Höhe von etwa 312 m ü. NHN in der Wiesenflur Schmidsgrube nordnordwestlich des Haßfurter Stadtteils Prappach und nördlich des Altenberges (351 m ü. NHN) am westlichen Rande des Fauna-Flora-Habitats Haßbergetrauf von Zeil am Main bis Königsberg.
Er fließt zunächst in einem sanften Bogen südwestwärts durch Felder und Wiesen am Nordwesthang des Altenberges entlang und erreicht nach knapp einem Kilometer bei den Sportanlagen des TSV Prappach die Ortschaft Prappach. Er verschwindet nördlich der Prappacher Straße, die ein Teil der HAS 23 ist, verdolt in den Untergrund, passiert dann  unterirdisch verrohrt entlang der Prappacher Straße  südsüdwestwärts die Ortsmitte und taucht danach gut einen halben Kilometer bachabwärts am Südrand des Stadtteiles wieder an der Oberfläche auf.
Er läuft nun, begleitet von der HAS 23, in Richtung Südwesten am westlichen Fuße des Rappberges (343 m ü. NHN) entlang durch die Flur Rohrwiesen an einem kleinen Klärwerk vorbei. Bei einer mittelalterlichen Wüstung mit Erdstall fließt ihm auf seiner linken Seite ein namenloses Feldbächlein zu. Etwas südwestlich davon befinden sich die Überreste einer Siedlung der Linearbandkeramiker.
Er kreuzt dann die HAS 10 und wird gleich darauf wiederum auf seiner linken Seite auf etwa 240 m ü. NHN vom kleinen, aus dem Osten kommenden Dessaubach gespeist. Der Sterzelbach zieht danach stark begradigt und von einer Baumgalerie begleitet in Richtung Südwesten durch Grünland. Bei den Hobbygärten erreicht er den östlichen Stadtrand von Haßfurt. Dort mündet, diesmal von rechts und auf etwa 225 m ü. NHN, der aus dem Nordosten heranziehende Himmelreichgraben in den Sterzelbach. Etwas bachabwärts wurden die Reste einer zweiten jungsteinzeitlichen Siedlung gefunden. 
Der Bach quert nordwestlich des Galgenfeldsees die Zeiler Straße (Teil der B 26) und läuft gesäumt von starkem Gehölz am Südrand von Haßfurt entlang. Er kreuzt dann die Augsfelder Straße und wird kurz vor dem Bahnsteig der Strecke Bamberg–Rottendorf vom aus dem Südwesten kommenden Poldergraben verstärkt.
Der Sterzelbach unterquert nun die Gleisanlagen, fließt dann an den örtlichen Fußballfeldern vorbei, taucht danach kurz in die Kanalisation ab, kommt dann beim Wasser- und Schifffahrtsamt wieder an die Oberfläche und mündet schließlich auf einer Höhe von 217 m ü. NHN bei ungefähr Mainkilometer 355,7 knapp einhundert Meter südlich des Haßfurter Schutzhafens und fast gegenüber des Mariaburghauser Sees von rechts und zuletzt von Osten kommend in den Main.

### Zuflüsse
Zuflüsse bachabwärts
- Dessaubach (links). 1,1 km, östlich von Haßfurt, 240 m ü. NHN
- Himmelreichgraben (rechts), 1,4 km, am Ostrand von Haßfurt, 225 m ü. NHN
- Poldergraben (links), 1,4 km (mit Seegraben[8] 5,8 km) südlich von Haßfurt, 219 m ü. NHN